# Sabetai Unguru
Sabetai Unguru (en hébreu : שבתאי אונגורו ; 1er janvier 1931 – 6 janvier 2024) est un historien des mathématiques et des sciences israélien.

## Biographie
Sabetai Unguru est né en 1931 à Podu Iloaiei, en Roumanie. Il étudie la philosophie, la philologie, l'histoire et les mathématiques à l'université de Iași avant d'immigrer en Israël en 1961. Il obtient son doctorat en histoire des sciences de l'université du Wisconsin à Madison en 1970, et il est professeur adjoint puis professeur agrégé au Département d'histoire de l'université de l'Oklahoma entre 1970 et 1982.
Unguru est nommé professeur associé à l'Université de Tel Aviv en 1983 et il devient professeur ordinaire en 1987. Il est directeur de l'Institut Cohn pour l'histoire et la philosophie des sciences et des idées à l'Université de Tel Aviv de 1991 à 1997.
Unguru décède le 6 janvier 2024, à l'âge de 93 ans.

## Travaux
Ses travaux portent notamment sur les mathématiques antiques et médiévales, l'histoire de l'optique et la philosophie naturelle.
Unguru travaille notamment sur Apollonius de Perge, dont il édite la conica (théorie de la conique) avec son étudiant Michael Fried. Un autre domaine de travail est l'optique médiévale (entre autres l'édition de la perspective de Witelo du 13e siècle). En 1989 et 1996, il a publié son Histoire des mathématiques (en hébreu).
En 1975, Unguru déclenche une polémique avec son ouvrage On the need to rewrite the history of Greek mathematics. Il argumente contre les interprétations, en particulier d'Euclide, d'un point de vue moderne, comme chez Paul Tannery et Hieronymus Georg Zeuthen, qui voient dans certaines parties des Éléments des traces d'une algèbre. voulaient voir des restes d'une algèbre géométrique, ce qui a également été défendu par Bartel Leendert van der Waerden dans son livre Erwachende Wissenschaft. Van der Waerden, Hans Freudenthal et André Weil se sont opposés aux thèses d'Unguru dans ce débat,,,.

## Publications (sélection)

### Livres
- (en) Michael N. Fried et Sabetai Unguru, Apollonius of Perga's Conica: Text, Context, Subtext, Leiden, Brill, 2001 (ISBN 978-90-04-11977-2, OCLC 47056365, lire en ligne).
- (en) Sabetai Unguru, Witelonis Perspectivae liber secundus et liber tertius: Books II and III of Witelo's Perspectiva, vol. XXVII, Wrocław, The Polish Academy of Science Press, 1991 (ISBN 978-83-04-03086-2, OCLC 26586375, lire en ligne).
- (he) Sabetai Unguru, מבוא לתולדות המתמטיקה [« An Introduction to the History of Mathematics »], Tel Aviv, Ministry of Defence Publications,‎ 1989 (ISBN 978-965-05-0420-5, OCLC 22495107, lire en ligne).
- (en) Sabetai Unguru, Witelonis Perspectivae liber primus: Book I of Witelo's Perspectiva, vol. XV, Wrocław, The Polish Academy of Science Press, 1977 (OCLC 873220431, lire en ligne).

### Articles
- (en) Sabetai Unguru, « On the Need to Rewrite the History of Greek Mathematics », Springer Nature, vol. 15, no 1,‎ 1975, p. 67–114 (ISSN 0003-9519, DOI 10.1007/bf00327233, JSTOR 41133441, S2CID 121752060).
- (en) Sabetai Unguru, « History of Ancient Mathematics: Some Reflections on the State of the Art. », Isis, vol. 70, no 254,‎ 1979, p. 555–565 (DOI 10.1086/352342, JSTOR 230723, S2CID 144823961).